# 진주 응석사 대웅전
진주 응석사 대웅전(晉州 凝石寺 大雄殿)은 대한민국 경상남도 진주시 집현면 정평리, 응석사에 있는 조선시대의 대웅전이다.
1976년 4월 15일 경상남도의 유형문화재 제141호 응석사 대웅전으로 지정되었다가, 2018년 12월 20일 현재의 명칭으로 변경되었다.

## 개요
응석사는 신라 때에 처음 세운 사찰이라고 하며, 고려 말에 무학·나옹·지공대사 등이 거쳐간 곳이기도 하다. 대웅전 상량문에는 영조 12년(1736)년과 광무 3년(1899)년에 고쳐 지은 기록이 있다.
응석사 대웅전은 석가모니를 모시는 건물로 앞면 3칸·옆면 2칸의 1층으로 되어 있다. 지붕 옆모습이 여덟 팔(八)자 모양인 팔작지붕으로, 지붕을 받치기 위해 장식하여 만든 공포가 기둥과 기둥 사이에도 있는 다포식이다. 기둥은 약간의 배흘림이 들어갔다.

## 현지 안내문
응석사는 554년(신라 진흥왕 15)에 연기조사가 창건하였으며, 662년(문무왕 2)에 의상대사가 이곳에 강원을 열었다고 한다. 그 뒤 고려의 지공과 조선의 무학 등 큰스님들이 수행하였던 화엄대찰이었다. 전해오는 이야기에 따르면 이 절은 대웅전을 비롯하여 관음전, 문수전, 극락전, 영산전, 나한전과 163개의 방이 있었는데, 임진왜란 때 왜군들이 침입해 불상 밑에 숨겨둔 무기를 발견하고 절을 불살랐다고 한다. 1736년(영조 12)과 1899(광무 3년)에 절을 중건하였다.
이 대웅전은 두 차례에 걸친 사찰의 중건 때(1736년, 1899년)에 새로이 조성되었으며, 이후 1983년에 재차 개수하였다. 정면 3칸, 측면 2칸의 팔작 다포계 양식의 건물이다. 기둥은 가운데가 약간 불룩한 배흘림으로 대단히 굵다. 지붕의 처마는 건물의 높이에 비해 짧으며 완만하게 처리되었다. 처마가 길지 않음에도 처마를 받쳐주는 기둥이 있음이 특이하다.
팔작 다포계 양식의 건물이지만 화려함 보다는 오히려 소박한 느낌을 준다. 1983년에 개수하면서 중건 당시의 건물 모습을 많이 잃어버린 것으로 보인다.

## 같이 보기
- 응석사

## 참고 자료
- 응석사대웅전 - 국가유산청 국가유산포털